# Helmut Kaiser (Psychoanalytiker)
Helmut Kaiser (* 1942) ist ein deutscher Psychoanalytiker und Buchautor.

## Leben und Wirken
Kaiser studierte Psychologie in München und Berlin. Zunächst arbeitete er in einer Gehörlosen- und Schwerhörigenschule, dann als Kindertherapeut an Kliniken. Schließlich wurde er Dozent an einem psychoanalytischen Institut und wirkt heute als Psychoanalytiker in freier Praxis in Freiburg im Breisgau.
Kaiser führt seine Berufswahl als Psychotherapeut auf das von ihm beobachtete problematische Verhältnis seiner Eltern zurück: „Sie gewöhnten sich an ihren Hass.“ Die Mutter war nach seiner Darstellung am Aufkommen von Kaisers Angst vor dem Vater beteiligt: „Eine meiner frühesten Erinnerungen, es muss kurz nach Kriegsende gewesen sein, ist die mit zwei Scheiben rosig saftigem Schinken, von denen der Vater, wie sie (die Mutter, Anm.) sagt, nichts wissen durfte. Das musste wohl ein böser Vater sein, der einem den Leckerbissen nicht gönnte, man musste Geheimnisse vor ihm haben. Von der Mutter aber kommt alles Gute. (...) So begann meine Angst vor dem Vater. Sie wurde mir eingepflanzt von einer einsamen, vom Leben und der Welt enttäuschten Mutter.“
Immer wieder thematisiert Kaiser vor diesem Hintergrund die Hilfsbedürftigkeit des Therapeuten. Irvin D. Yalom berichtet von Helmut Kaisers Schauspielfragment Emergency, in dem es um die Hilfsbedürftigkeit der Psychotherapeuten geht: Die Ehefrau eines Psychiaters, der notwendige Hilfe nicht in Anspruch nehmen will, sucht einen anderen Therapeuten auf und erklärt ihren „Plan. Sie drängt den Therapeuten, ihren Mann unter dem Vorwand, Patient zu sein, aufzusuchen und allmählich, im Laufe ihrer Sitzungen, eine Möglichkeit zu suchen, ihm zu helfen.“
Mit Mein Leben – ihr Sterben legte er einen Bericht über den Tod seiner Mutter vor, der das Thema der Sterbebegleitung an einem Beispiel einer konkreten Erfahrung aufgreift. Der Naturforscherin und Künstlerin Maria Sibylla Merian widmete er  1997 eine wiederholt aufgelegte Biografie. 2013 erschien sein historischer Roman Wolfskrieger.

## Werke
- Grenzverletzung. Macht und Missbrauch in der psychoanalytischen Ausbildung. Mit einem Vorw. von Tilmann Moser und einem Nachw. von Johannes Cremerius. Walter Verlag, Zürich 1996, ISBN 3-530-40024-6.
- Mein Leben – ihr Sterben. Bericht über den Tod meiner Mutter. Walter Verlag, Zürich 1997, ISBN 3-530-40029-7.
- Maria Sibylla Merian. Eine Biographie.  Maria Sibylla Merian: Eine Biografie. Artemis & Winkler, Düsseldorf 1997, ISBN 3-538-07051-2.
- Wolfskrieger. Ein Keltenroman. Books on Demand, Norderstedt 2013.
- Raffaela – Ein Frauenschicksal zwischen Kunst und Macht im Florenz der Medici. Books on Demand, Norderstedt 2020, ISBN 978-3-7519-8898-8.